# 라모너 앤 비저스
《라모나&비저스》(영어: Ramona and Beezus)는 2010년 개봉한 미국의 가족 모험 코미디 드라마 영화이다.

## 줄거리
상상력과 호기심이 넘치는 초등학교 3학년 러모나, 러모나가 매일같이 치는 사고 때문에 늘 골탕을 먹는 언니 비저스는 어느 날 아버지 로버트가 직장에서 잘렸다는 사실을 알게 된다.

## 출연
- 조이 킹
- 설리나 고메즈
- 존 코빗
- 브리짓 모이너핸
- 지니퍼 굿윈
- 조시 더멜
- 샌드라 오
- 허치 데이노
- 시에라 매코믹
- 제이슨 스피백
- 재닛 라이트
- 린다 보이드
- 앤드루 맥니
- 캐스린 제나
- 도널리 로즈

## 기타 제작진
- 공동 제작: 브래드 밴애러건
- 배역: 하이키 브랜드스태터, 코린 메이어스
- 미술: 브렌트 토머스
- 의상: 퍼트리샤 하그리브스
- 목소리: 에런 샌더스, 조슈아 러시, 브랜던 킬럼, 파이퍼 매켄지 해리스